# Асбат ан-Нур
Асбат ан-Нур ( араб. عُصْبَة ٱلنُّور‎ ) — палестинская вооружённая салафитская группировка.

## События 2003 года
В мае 2003 года в лагере палестинских беженцев Айн аль-Хильва на юге Ливана начались жесткие бои между членами «Асбат аль-Нур» и боевиками группировки «Фатх» в рамках продолжающейся серии боев за контроль над лагерем палестинских беженцев. 
Серьёзное столкновение произошло 17 мая после того, как лидер «Осбат ан-Нур» Абдулла Шраиди едва не погиб,  в результате чего погибли один из телохранителей Абдуллы и прохожий. Стрельба произошла, когда они возвращались с похорон Ибрагима Шраиди, родственника семьи, хотя и члена ФАТХ, который был застрелен неизвестным. 
Около 200 бойцов «Асбат ан-Нур» атаковали офисы ФАТХ в Айн аль-Хильве.
В ходе боевых действий погибли восемь человек (в том числе шесть членов движения ФАТХ Ясира Арафата ) и 25 получили ранения. Школы в лагере Айн-эль-Хильва были закрыты, а большинство магазинов держали свои ставни закрытыми в разгар боевых действий, что спровоцировало исход сотен жителей лагеря.  Через 2  месяца после засады Абдулла Шраиди скончался от ран, полученных во время нападения.  ФАТХ согласился на прекращение огня после того, как не смог победить Осбат аль-Нур в лагере. 

## Связи с Аль-Каидой
Согласно некоторым данным[каким?], «Асбат аль-Нур» является ответвлением более крупной группировки «Асбат аль-Ансар», которая находится в списке террористических групп США из-за ее предполагаемых связей с « Аль-Каидой » Усамы бен Ладена .